# Cratere Auwers
Auwers è un cratere lunare di 19,64 km situato nella parte nord-orientale della faccia visibile della Luna.
Il cratere è dedicato all'astronomo tedesco Arthur Auwers.

## Crateri correlati
Alcuni crateri minori situati in prossimità di Auwers sono convenzionalmente identificati, sulle mappe lunari, attraverso una lettera associata al nome.
| Auwers | Coordinate            | Diametro (in km) |
| ------ | --------------------- | ---------------- |
| A      | 13°46′12″N 18°18′36″E | 7,58             |